# Acanthogonatus chilechico
Acanthogonatus chilechico is een spinnensoort in de taxonomische indeling van de bruine klapdeurspinnen (Nemesiidae).
Acanthogonatus chilechico werd in 1995 beschreven door Goloboff.